# اوستروویتسا
اوستروویتسا (به بلغاری: Ostrovitsa) یک منطقهٔ مسکونی در بلغارستان است که در شهرستان کاردژالی واقع شده‌است.